# La Péri (Dukas)
Pour les articles homonymes, voir La Péri.
La Péri est un poème dansé (un ballet) en un tableau composé par Paul Dukas entre 1909 et décembre 1910. Dédiée à la ballerine Natacha Trouhanova, l'œuvre fut créée le 22 avril 1912 au théâtre du Châtelet à Paris, sur une chorégraphie d'Ivan Clustine avec le décor exécuté par Georges Mouveau et les costumes de René Piot et l'orchestre des Concerts Lamoureux dirigé par Paul Dukas.
L'argument de l'œuvre met en scène Iskender (le nom d'Alexandre le Grand en persan), qui part à la recherche de l'immortalité et rencontre une péri tenant entre ses mains la Fleur d'immortalité. La Fanfare pour précéder La Péri composée par Paul Dukas, faisant appel aux cuivres de l'orchestre, est aujourd'hui souvent jouée seule en concert. L'exécution de l'œuvre avec sa fanfare dure approximativement vingt minutes.

## Genèse et création

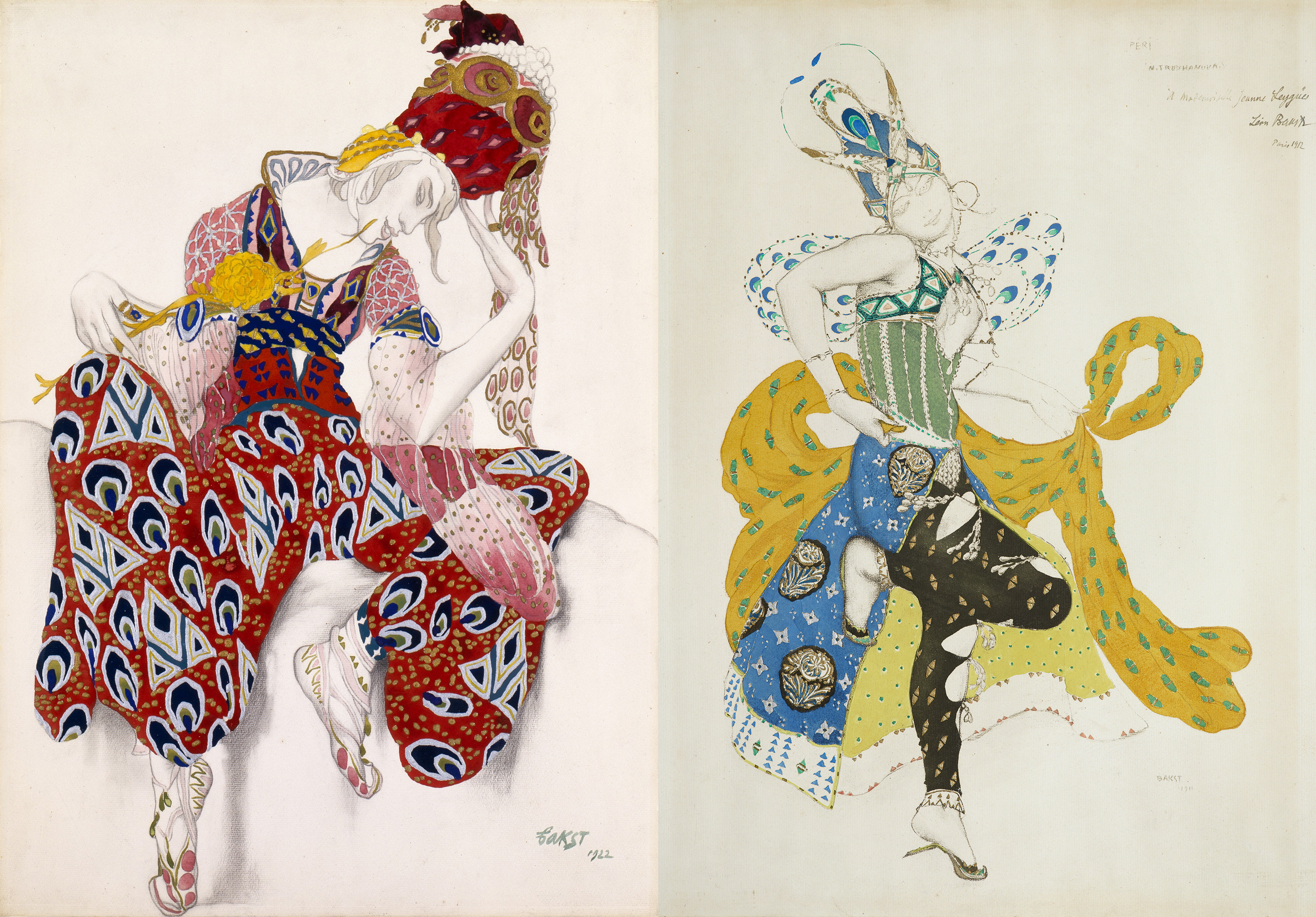
Esquisses des costumes d'Iskender (à gauche) et de la Péri (à droite) par Léon Bakst (1922 et 1911).

La Péri fut composée à la demande de Serge Diaghilev pour les Ballets russes, avec le décor et les costumes de Léon Bakst, Natacha Trouhanova dans le rôle de la Péri et Vaslav Nijinsky dans celui d'Iskender. Mais Diaghilev ne trouvait pas que Trouhanova fût une partenaire assez talentueuse pour danser avec Nijinsky, et la production fut annulée.

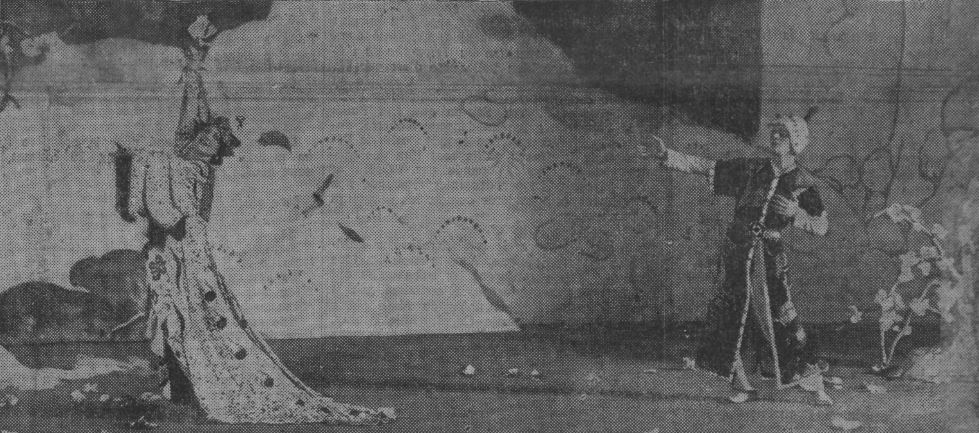
Natacha Trouhanova et Alfred Bekefi dans La Péri (1912).

Néanmoins, Trouhanova demanda à Ivan Clustine de réaliser la chorégraphie, et le ballet fut créé le 22 avril 1912 au théâtre du Châtelet à Paris, avec Alfred Bekefi dans le rôle d'Iskender, le décor et les costumes de René Piot et l'orchestre des Concerts Lamoureux dirigé par Dukas. Celui-ci avait composé une Fanfare pour précéder La Péri. En effet, les premières pages de La Péri étant très calmes, l'intérêt d'une telle fanfare était de permettre à l'auditoire habituellement bruyant de s'installer dans la salle avant que ne commençât le ballet proprement dit. Très sévère à l'égard de ses propres œuvres, Dukas avait failli jeter sa partition au feu avant la première représentation du ballet, mais ses proches l'en empêchèrent.

## Argument
Alors que les mages lui prédisent une fin proche, Iskender part rechercher la Fleur d'immortalité. Aux confins de la Terre, il rencontre une péri endormie qui détient la Fleur. Il la lui dérobe, et ce faisant, il réveille la Péri malencontreusement. Sans cette Fleur, elle ne peut rejoindre le ciel et trouver sa place dans la lumière d'Ormuzd. Alors la Péri envoûte son voleur par une danse séductrice et reprend son bien. Iskender comprend qu'il doit mourir.

## Musique

### Style
La Péri est la dernière partition publiée de Dukas. Bien qu'elle soit beaucoup moins connue que L'Apprenti sorcier, elle est considérée comme beaucoup plus mûre et encore plus raffinée que toutes ses autres œuvres. Le style musical est un mélange d'harmonie tonale romantique et de techniques d'orchestration impressionnistes. C'est une œuvre importante dans l'histoire de la musique symphonique du début du XXe siècle.

### Instrumentation
| Instrumentation de La Péri |
| Cordes |
| premiers violons, seconds violons, altos, violoncelles, contrebasses, 2 harpes                                                     |
| Bois |
| 3 flûtes (la troisième joue le piccolo), cor anglais, 2 hautbois, 2 clarinettes (en la), clarinette basse (en si bémol), 3 bassons |
| Cuivres |
| 4 cors, 3 trompettes en ut, 3 trombones (deux ténors et un basse), tuba                                                            |
| Percussions |
| 3 timbales, cymbales, grosse caisse, caisse claire, tambour de basque, triangle, xylophone, célesta                                |

## Représentations
Le ballet entra au répertoire de l'Opéra de Paris en 1921, avec Anna Pavlova et Hubert Stowitts dans les rôles de la Péri et d'Iskender et le costume et les décors de René Piot, sous la direction de Philippe Gaubert. Le rôle de la Péri fut dansé par Juliette Bourgat en 1922,.